# Baião (música)

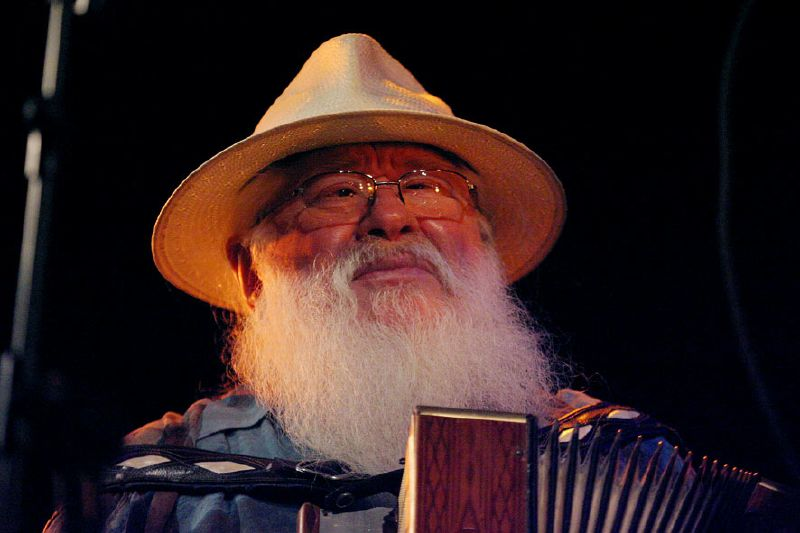
El virtuoso músico Hermeto Pascoal

El baião es un género de música y danza popular de la región nordeste de Brasil, derivado de un tipo de lundu, llamado «baiano». El baião usa mucho los siguientes instrumentos musicales: viola caipira, triángulo, flauta dulce y acordeón (también llamado sanfona). El rabel es señalado como el instrumento característico del baião, dado que el sonido se asemeja al del acordeón, que a su vez era el más identificatorio cuando el ritmo se conoció a nivel nacional e internacional. Los sonidos de estos instrumentos se entremezclan con el canto. El tema del baião es la vida cotidiana de los sertanejos y las dificultades de sus vidas, como en la canción Asa-Branca, que habla del sufrimiento del sertanejo debido a la sequía del noreste. 
Fue en la segunda mitad de la década de 1940 cuando el baião se hizo popular, a través de los músicos Luiz Gonzaga (conocido como el «rey del baião») y Humberto Teixeira («el doctor del baião»), allanando el camino para otros artistas que se volverían conocidos como Sivuca y Carmélia Alves. 
Baião todavía influiría en la obra de muchos artistas contemporáneos, habiendo renovado el interés por el género en la década de 1970 con la llegada de "Tropicália" y como una marcada influencia en la obra de los músicos del noreste desde entonces.

## Historia

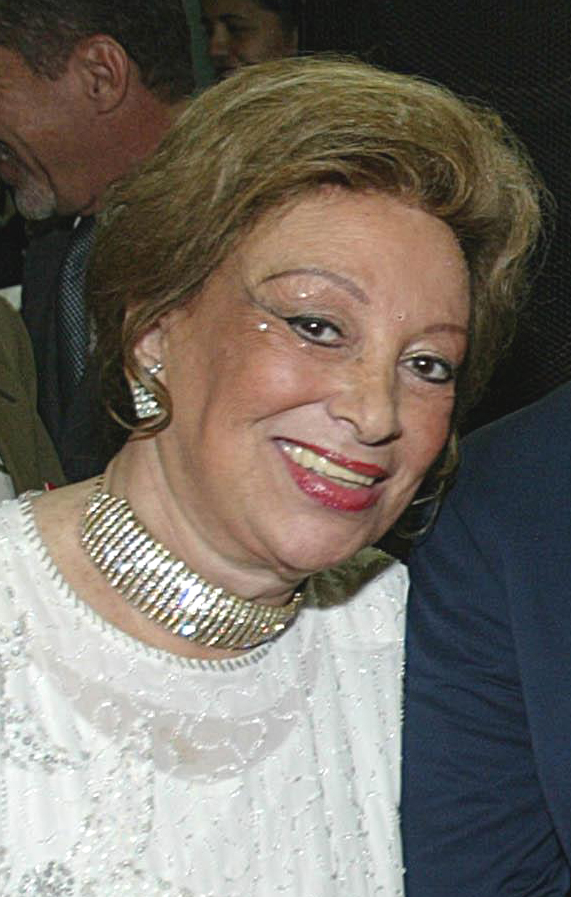
La cantante brasileña Carmélia Alves

El baião tiene origen en el estado de Bahia. Según Câmara Cascudo, fue un género de danza popular bastante común durante el siglo XIX.
En 1928 Rodrigues de Carvalho registró que "... baião, que es el [ritmo] más común entre los sinvergüenzas, y asume diferentes modalidades".
Câmara Cascudo registra esta popularización en Brasil a partir de 1946, con Luiz Gonzaga, en una forma musical con "influencia local inconsciente de la samba y las congas cubanas ", convirtiéndose el ritmo del éxito que ganó un espacio, entonces, dominado por el bolero.
Su ejecución original fue con acordeones, que con la popularización comenzaron a anexar orquestación.
El conjunto de instrumentación básica del baião, según Luiz Gonzaga sería de origen portugués, más concretamente, de la chula . 
Entonces comprobé que este conjunto era de origen portugués, porque la vieja chula portuguesa tiene estas cosas, el ferrinho (triángulo), el bombo (la zabumba) y el violín (el acordeón) ... es folklore que llegó a Brasil y funcionó. Ahora, lo que creé fue la división del triángulo, como se toca en el baião. Eso no se supo. (Deryfus, 1996, p.152 apud Ramalho, 2000, p.62).
El primer éxito llegó con la canción homónima - Baião - de Luiz Gonzaga y Humberto Teixeira, cuya letra dice: "Te mostraré / Cómo bailar baião / Y quien quiera aprender / Por favor, preste atención" "(…) el Baião tiene algo / que otros bailes no tienen".
Gonzaga pronto comenzó a dominar el gusto popular con otros éxitos en el estilo de baião, al punto que los periódicos de la época registraron que el ritmo se había convertido en la "tos ferina nacional de 1949" (según la revista <i>Radar</i>) y su influencia fue decisiva "en la predilección". del pueblo ”( Diario Diário Carioca ).
Desde la década de 1950, el género ha sido grabado por varios otros artistas, entre ellos Marlene, Emilinha Borba, Ivon Curi, Carolina Cardoso de Menezes, Carmen Miranda, Isaura García, Ademilde Fonseca, Dircinha Batista, Jamelão, entre otros. . Si Gonzaga era el "Rey de Baião", Carmélia Alves era considerada la "Reina", Claudete Soares la "princesa" y Luiz Vieira el "príncipe". Después de un período de relativo olvido, durante los años sesenta y siguientes, a finales de los setenta, resurge con Dominguinhos, Zito Borborema, João do Vale, Quinteto Violado, Jorge de Altinho, entre otros.
El ritmo también influyó en el tropicalismo de Gilberto Gil y el rock'n roll de otro bahiano, Raúl Seixas . Este último fusionó los dos ritmos, creando lo que llamó "Baioque".

## Principales intérpretes debaião
- Luiz Gonzaga - O Rei do Baião
- Hermeto Pascoal
- Jackson do Pandeiro
- Humberto Teixeira - el "Doutor do Baião"
- Carmélia Alves - la "Rainha do Baião"
- Dominguinhos
- Claudete Soares, quien al inicio de su carrera se llamó "Princesa do Baião"
- Sérgio Reis